# Анси Јакола
Анси Валтери Јакола (енгл. Anssi Valtteri Jaakkola; Кеми, 13. март 1987) бивши је фински професионални фудбалер који је играо на месту голмана. Јакола је рођен у Кемију у Финској. Започео је сениорску клупску каријеру играјући за ТП-47, пре него што је потписао уговор са Сијеном из Серие А у 19. години 2007. Јакола је за Финску дебитовао у јуну 2011. године, у 24. години. Био је номинован за свих 10 мечева у квалификацијама за УЕФА Еуро 2020, али није забележио ниједан наступ када је финска репрезентација обезбедила своје прво место у групној фази турнира европског фудбалског првенства.

## Каријера
Јакола је раније играо за ТП-47 и ФЦ-88. У јануару 2007. године, Јакола је потписао троипогодишњи уговор са ФК Сијеном из Серие А. Дебитовао је у Серији А заменом Dimitrios Eleftheropoulos-ау финалном мечу сезоне 2007–08, домаћим нерешеним резултатом 2:2 са Палермом. 2009. године позајмљен је за V.F. Colligiana у Lega Pro Seconda Divisione.
Прешао је у прашку Славију на слободном трансферу у јулу 2010. године, потписавши двогодишњи уговор са опцијом до следеће године.

### ФК Килмарнок
У јануару 2011, Јакола је напустио Славију и прешао у шкотски прволигашки клуб Килмарнок, под управом колеге Финца Mixu Paatelainen.
Као замена је дебитовао 12. фебруара против Mixu Paatelainen-а. Тада је први пут започео 26. фебруара против Сент Мирена.
Напустио је Килмарнок када му је уговор истекао у лето 2013. године.

### ФК Ајак Кејптаун
Јакола се придружио клубу Јужноафричке Премиер фудбалске лиге Ајак Кејптауну у августу 2013.

### ФК Рединг
11. јула 2016. године, Јакола је потписао двогодишњи уговор са Редингом. Јакола је свој такмичарски деби за Рединг имао 8. августа 2016. године, одигравши пуних 90 минута Редингове победе у ЕФЛ купу од 2-0 над Plymouth Argyle-ом.
Рединг га је ослободио на крају сезоне 2018–19.

### ФК Бристол Роверс
Након што му је истекао уговор у Редингу, Јакола се придружио Бристол Роверсу из Лиге један. Јакола је у својој дебитантској сезони за Роверс одиграо преко двадесет наступа пре него што му је сезона прекинута повредом на Нову годину против Milton Keynes Dons-а. Након што је сезона прекинута, Јакола је потписао нови уговор 3. јула 2020. до краја сезоне 2021-22 са опцијом за следећу годину. 8. децембра 2020. Јакола је скинут због повреде у мечу ЕФЛ трофеја против Leyton Orient-а и првобитно је требало да буде ван конкуренције на неколико недеља, али још увек није требало да се врати у фебруару 2021, када је нови менаџер Joey Barton дао саопштење у којој се наводи да ће Јаколау било потребно „око недељу дана“ да се врати у акцију. Вратио се 27. марта 2021. године у домаћем поразу од ФК Сундерланда резултатом 1: 0, док је Роверс наставио да се бори против испадања.

## Међународна каријера
30. августа 2010. године изабран је да представља Финску на мечевима квалификација за европско првенство против Молдавије и Холандије, као замена за повређеног Peter Enckelman-а.
Дебитовао је у националној репрезентацији 7. јуна 2011, примивши пет голова против Шведске у поразу од 5-0 у гостима.
У мају 2021. Јакола је именован у привремени тим од 26 играча за предстојеће одложено првенство УЕФА Еуро 2020. 

## Статистика каријере

### Клуб
Ажурирано након утакмице игране 24. априла 2021.
| Клуб               | Сезона            | Лига                           | Лига    | Лига   | Национални куп | Национални куп | Лига куп | Лига куп | Остало  | Остало | Укупно  | Укупно |
| Клуб               | Сезона            | Дивизија                       | Наступи | Голови | Наступи        | Голови         | Наступи  | Голови   | Наступи | Голови | Наступи | Голови |
| ------------------ | ----------------- | ------------------------------ | ------- | ------ | -------------- | -------------- | -------- | -------- | ------- | ------ | ------- | ------ |
| TP-47              | 2005              | Veikkausliiga                  | 3       | 0      | 0              | 0              | —        | —        | —       | —      | 3       | 0      |
| TP-47              | 2006              | Ykkönen                        | 14      | 0      | 0              | 0              | —        | —        | —       | —      | 14      | 0      |
| TP-47              | Total             | Total                          | 17      | 0      | 0              | 0              | —        | —        | —       | —      | 17      | 0      |
| Siena              | 2006–07           | Serie A                        | 0       | 0      | 0              | 0              | —        | —        | —       | —      | 0       | 0      |
| Siena              | 2007–08           | Serie A                        | 1       | 0      | 0              | 0              | —        | —        | —       | —      | 1       | 0      |
| Siena              | 2008–09           | Serie A                        | 0       | 0      | 0              | 0              | —        | —        | —       | —      | 0       | 0      |
| Siena              | 2009–10           | Serie A                        | 0       | 0      | 0              | 0              | —        | —        | —       | —      | 0       | 0      |
| Siena              | Total             | Total                          | 1       | 0      | 0              | 0              | —        | —        | —       | —      | 1       | 0      |
| Colligiana (зајам) | 2008–09           | Lega Pro Seconda Divisione     | 7       | 0      | 0              | 0              | —        | —        | —       | —      | 7       | 0      |
| Slavia Prague      | 2010–11           | Czech First League             | 2       | 0      | 2              | 0              | —        | —        | —       | —      | 4       | 0      |
| Kilmarnock         | 2010–11           | Scottish Premier League        | 8       | 0      | 0              | 0              | 0        | 0        | —       | —      | 8       | 0      |
| Kilmarnock         | 2011–12           | Scottish Premier League        | 5       | 0      | 0              | 0              | 1        | 0        | —       | —      | 6       | 0      |
| Kilmarnock         | 2012–13           | Scottish Premier League        | 0       | 0      | 0              | 0              | 0        | 0        | —       | —      | 0       | 0      |
| Kilmarnock         | Total             | Total                          | 13      | 0      | 0              | 0              | 1        | 0        | —       | —      | 14      | 0      |
| Ajax Cape Town     | 2013–14           | South African Premier Division | 24      | 0      | 0              | 0              | 1        | 0        | —       | —      | 25      | 0      |
| Ajax Cape Town     | 2014–15           | South African Premier Division | 28      | 0      | 4              | 0              | 2        | 0        | —       | —      | 34      | 0      |
| Ajax Cape Town     | 2015–16           | South African Premier Division | 26      | 0      | 1              | 0              | 1        | 0        | 4       | 0      | 32      | 0      |
| Ajax Cape Town     | Total             | Total                          | 78      | 0      | 5              | 0              | 4        | 0        | 4       | 0      | 91      | 0      |
| Reading            | 2016–17           | Championship                   | 0       | 0      | 0              | 0              | 3        | 0        | —       | —      | 3       | 0      |
| Reading            | 2017–18           | Championship                   | 5       | 0      | 3              | 0              | 3        | 0        | —       | —      | 11      | 0      |
| Reading            | 2018–19           | Championship                   | 15      | 0      | 1              | 0              | 0        | 0        | —       | —      | 16      | 0      |
| Reading            | Total             | Total                          | 20      | 0      | 4              | 0              | 6        | 0        | —       | —      | 30      | 0      |
| Reading U23        | 2016–17           | —                              | —       | —      | —              | —              | —        | —        | 3       | 0      | 3       | 0      |
| Bristol Rovers     | 2019–20           | League One                     | 21      | 0      | 3              | 0              | 2        | 0        | 0       | 0      | 26      | 0      |
| Bristol Rovers     | 2020–21           | League One                     | 21      | 0      | 2              | 0              | 0        | 0        | 1       | 0      | 24      | 0      |
| Bristol Rovers     | Total             | Total                          | 42      | 0      | 5              | 0              | 2        | 0        | 1       | 0      | 50      | 0      |
| Укупно у каријери  | Укупно у каријери | Укупно у каријери              | 180     | 0      | 16             | 0              | 13       | 0        | 8       | 0      | 217     | 0      |

1. ↑  Appearances in 8 Cup
2. ↑  Appearances in EFL Trophy

### Међународна
Ажурирано након утакмице игране 26. марта 2018.
| Репрезентација | Година | Наступи | Голови |
| -------------- | ------ | ------- | ------ |
| Финска         | 2011   | 1       | 0      |
| Финска         | 2017   | 1       | 0      |
| Финска         | 2018   | 1       | 0      |
| Укупно         | Укупно | 3       | 0      |

## Успеси
Килмарнок 
- Шкотски лигашки куп : 2011–12

Ајак Кејптаун 
- МТН 8 : 2015

## Лични живот
Јакола има двоје деце, ћерку и сина. Његова супруга је из Шкотске.